# Zasada podmiotowości
Zasada podmiotowości – jedna z uniwersalnych zasad rachunkowości, polegająca na prowadzeniu rachunkowości w jednostkach gospodarczych określonych nazwą i wyodrębnionych pod względem majątkowym, organizacyjnym i prawnym. Każdą operację gospodarczą charakteryzujemy z punktu widzenia jej wpływu na sytuację majątkowo-finansową przedsiębiorstwa, w którym ta operacja zaistniała, tam jest też ewidencjonowana – księgowana (nie można księgować danej operacji w dwóch różnych podmiotach gospodarczych).